# Јиржи Новак
Јиржи Новак (чеш. Jiří Novák; 22. март 1975. у Злин, Чешка) бивши чешки тенисер.

## Каријера
Професионално је играо од 1993. до 2007. године. Најбољи пласман на АТП листи му је 5 место. Освојио је седам АТП турнира у појединачној конкуренцији и осамнаест у конкуренцији парова. Најзначајнији резултат каријере је остварио у Токију 2004. победивши Тејлора Дента у финалу. На гренд слемовима је играо полуфинале Отвореног првенства Аустралије 2002. и два пута финалиста у паровима (Вимблдон 2001. и Отворено првенство САД 2002).